# Dión jedlý
Dión jedlý (Dioon edule) je druh cykasu z čeledi zamiovité. Pochází z Mexika, kde je znám také jako Palma de la Virgen. Jedná se o strom dorůstající po mnoha letech výšky až 4 m.

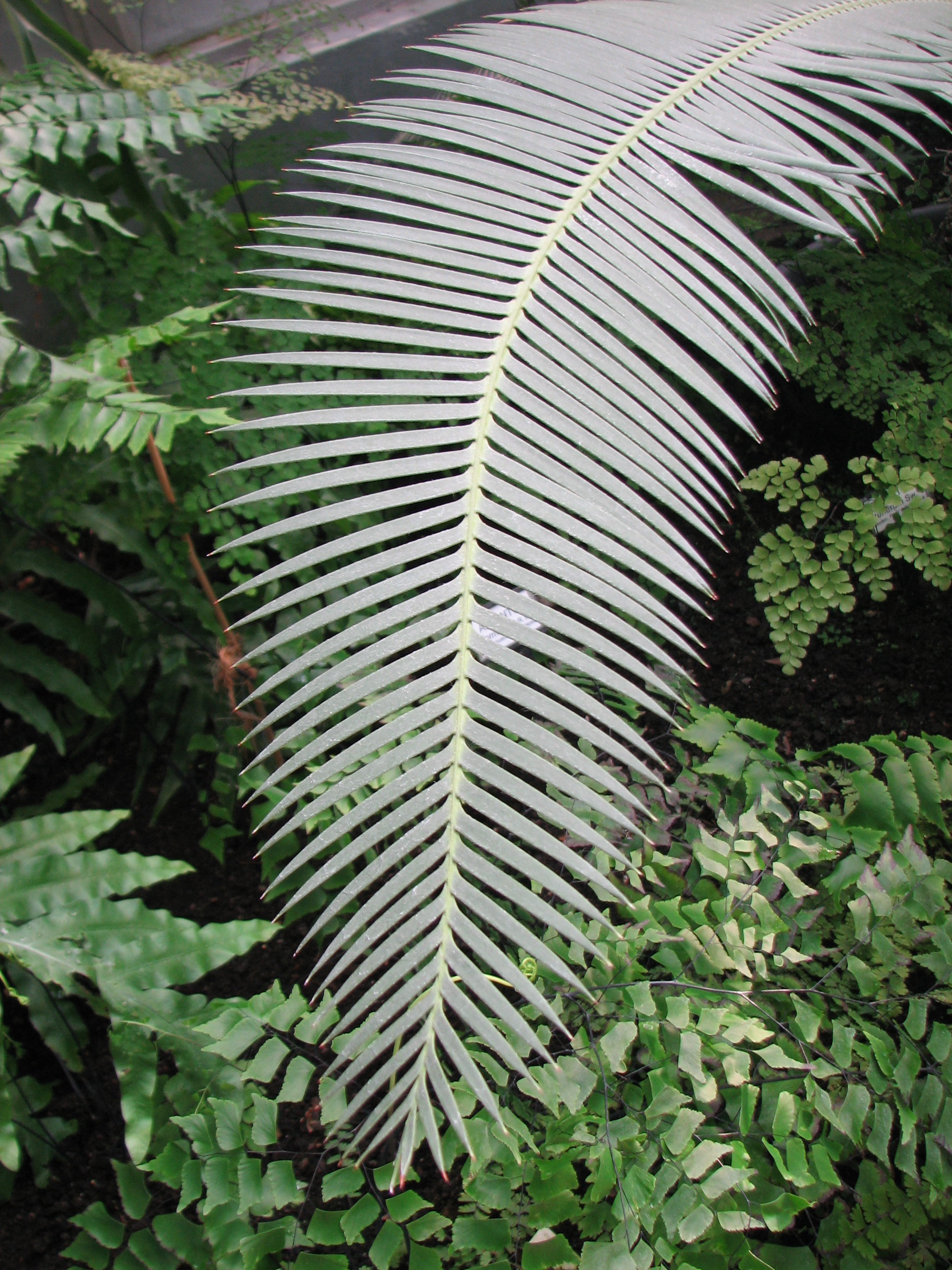
List diónu jedlého

Do skupiny Dioon edule byla dříve včleněna i úzkolistá forma rostoucí spíše na suchém severu Mexika, nyní již samostatný druh. Jižní forma D. edule se vyznačuje značnými druhovými rozdíly a je možné, že v budoucnu z ní dojde k vydělení dalších skupin. Například varianta rostoucí poblíž města Palma Sola, Veracruz má typicky lehce skloněné listy, zatímco varianta u města Rio Verde rovné listy a další rozdíly se objevují u lístků. Populace rostliny z oblasti Rio Pescados má naopak velmi široké lístky (Jeff Chemnick).
- var. edule:
  - Valles
  - Río Verde – rovné listy
  - Querétaro
  - Jacala
  - Palma Sola, Veracruz – skloněné listy
  - Rio Pescados – široké lístky

- var. angustifolium: sever Mexika ve státech León a Tamaulipas, nyní již samostatný druh

## Výskyt v Česku
Tento cykas patří k nejběžnějším. Vlastní jej všechny české botanické zahrady, je relativně často dostupný na burzách a patří proto k obvyklým "startovním" cykasům sběratelů. Není však v prodeji v květinářstvích. Pravidelný tvar listů s velmi tvrdými lístky jej v případě dobré péče a hustější koruny řadí mezi krásné rostliny. I přesto, že některé české botanické zahrady vlastní zralé a plodící jedince (Praha Na Slupi, Brno, Olomouc) nejsou tyto rostliny v ČR opylovány.

## Etymologie

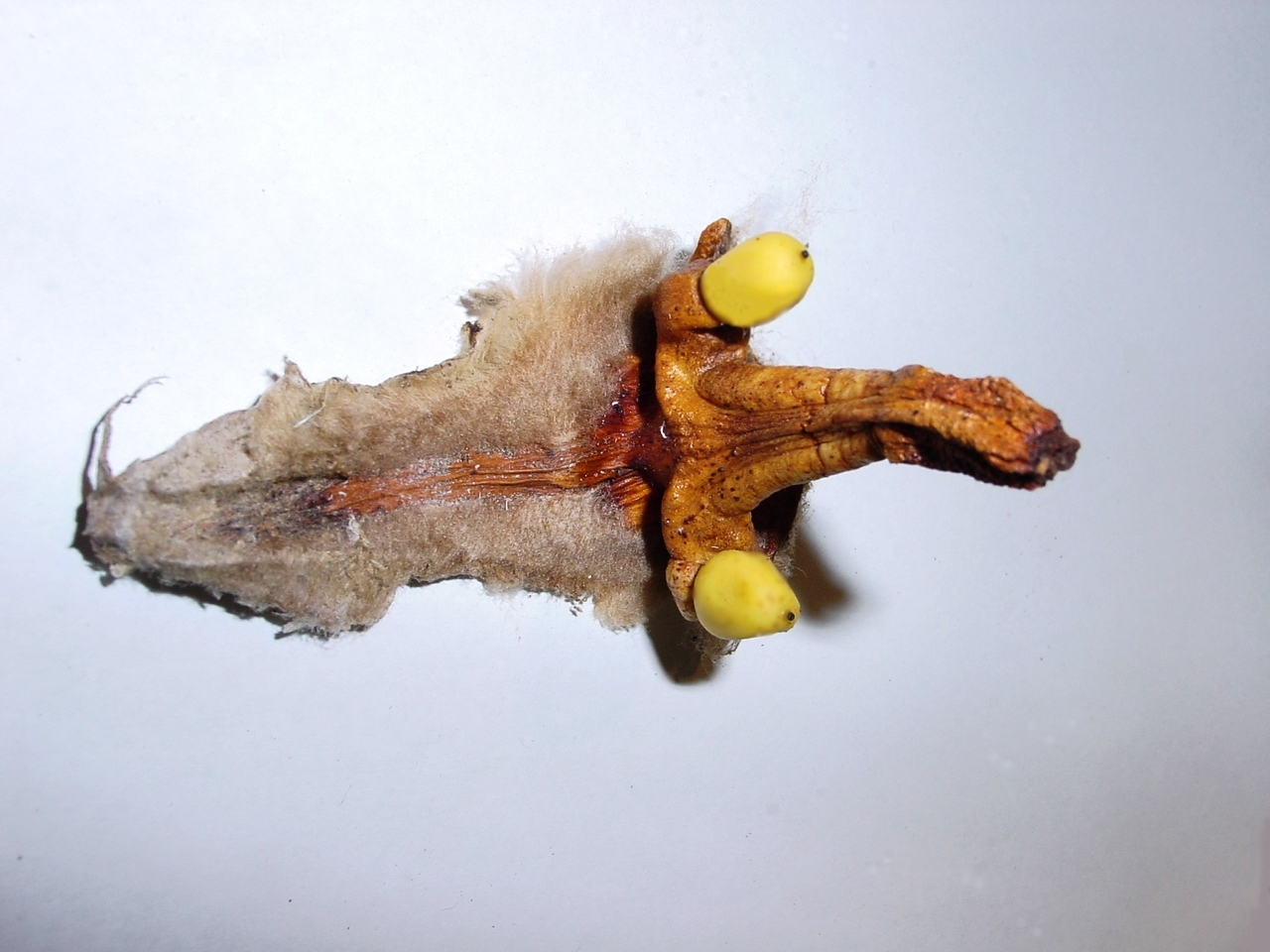
Sporofyl se dvěma vajíčky. Po opylení se z nich vyvinou semena

- česky celý název je v tomto tvaru využíván Botanickou zahradou UK v Praze Na Slupi. Rodový název je přepisem z latiny a druhový název je překladem vědeckého jména. Mladá semena této rostliny jsou mleta, dále zpracovávána a používána k výrobě placek (tortil)
- španělsky (Mexiko): Palma de la Virgen, palma de dolores, chamal, palmita
- vědecký název: Dioon edule v překladu „dvojvaječník“ jedlý. Na každém sporofylu jsou dvě vajíčka, která se po opylení vyvinou ve dvě semena. Viz fotografie sporofylu.
- anglický název: Virgin’s Palm, Mexican cycad

## Synonyma
Mezi historické synonymické názvy se řadí D. aculeatum, D. imbricatum, D. strobilosum, D. strobilaceum, Macrozamia littoralis, M. pectinata, Platyzamia rigida, Zamia maeleni.

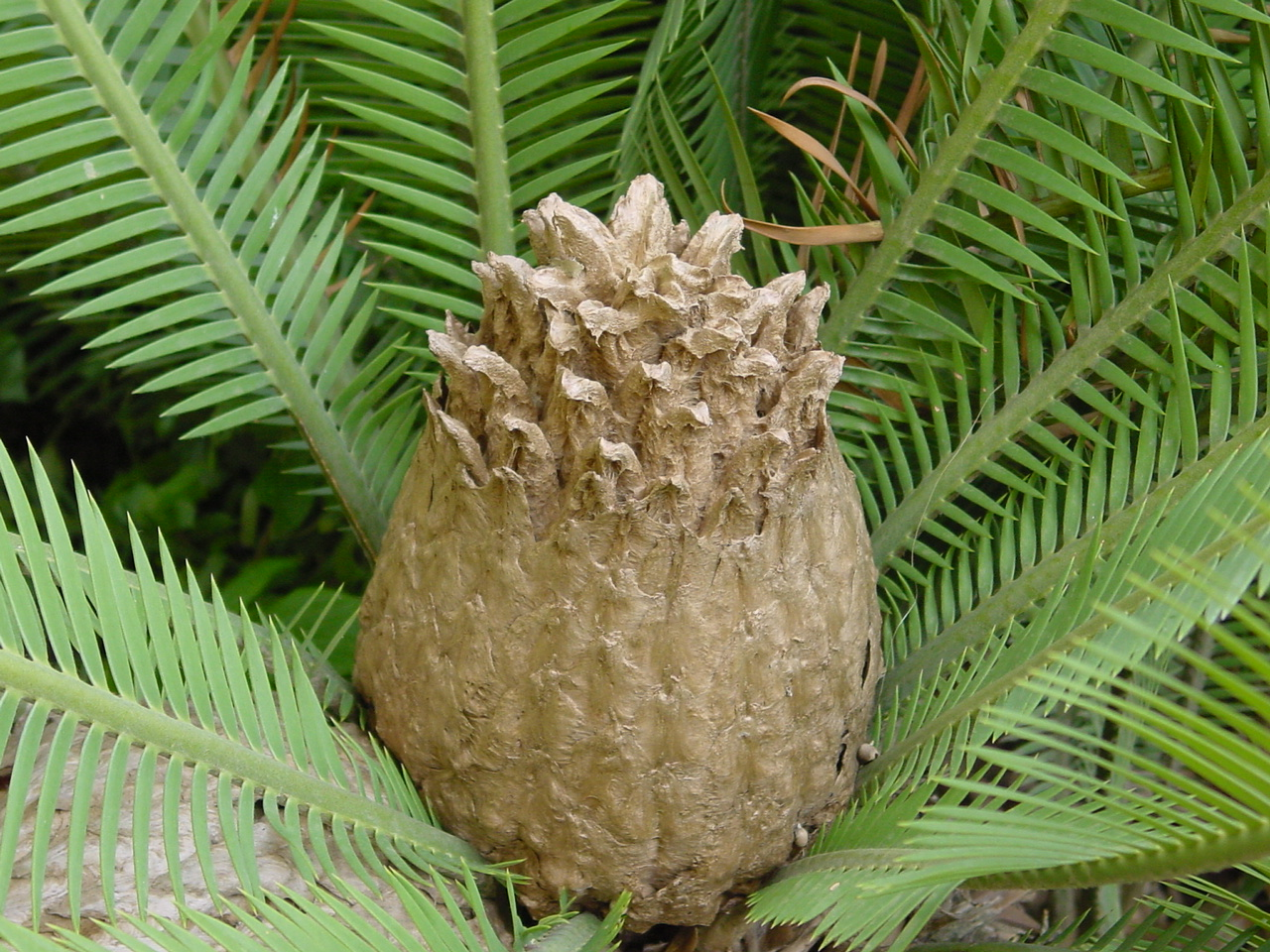
Samičí šištice diónu jedlého patří s délkou 80 cm k největším šišticím na světě